# Kaytee Boyd
Pour les articles homonymes, voir Boyd.
Kaytee Boyd, née le 8 février 1978 à Hamilton, est une coureuse cycliste néo-zélandaise. Spécialiste de la piste, elle obtient la médaille de bronze de la poursuite par équipes aux mondiaux 2011. Elle pratique également le cyclisme sur route et le VTT.

## Palmarès sur piste

### Championnats du monde
- Pruszkow 2009
  - 14e de l'omnium
- Apeldoorn 2011
  -  Médaillée de bronze de la poursuite par équipes

### Coupe du monde
- 2008-2009
  - 1re de la poursuite par équipes à Pékin (avec  Lauren Ellis et Alison Shanks)
- 2009-2010
  - 1re de la poursuite par équipes à Pékin (avec  Lauren Ellis et Alison Shanks)
- 2010-2011
  - 1re de la poursuite par équipes à Pékin (avec  Rushlee Buchanan et Jaime Nielsen)
  - 3e de la poursuite par équipes à Melbourne

### Championnats d'Océanie
- 2009
  -  Championne d'Océanie de poursuite par équipes (avec Rushlee Buchanan et Lauren Ellis)
  -  Médaillée de bronze de la course aux points
- Adélaïde 2010
  -  Médaillée d'argent de la poursuite individuelle
  -  Médaillée d'argent de la poursuite par équipes

### Championnats de Nouvelle-Zélande
- Championne de Nouvelle-Zélande de poursuite  : 2012

## Palmarès sur route
- 2008
  - 3e du championnat de Nouvelle-Zélande sur route
- 2010
  - 3e du championnat de Nouvelle-Zélande sur route

## Palmarès en VTT
- 2007
  -  Médaillée de bronze au championnat d'Océanie de cross-country
- 2008
  -  Médaillée d'argent au championnat d'Océanie de cross-country